# Eagles (음반)
| 전문가 평가              | 전문가 평가 |
| 평가 점수                | 평가 점수   |
| 출처                     | 점수        |
| ------------------------ | ----------- |
| AllMusic                 | [ 1 ]       |
| Christgau's Record Guide | B           |
| Rolling Stone            | [ 3 ]       |

《Eagles》는 미국의 록 밴드 이글스의 데뷔 스튜디오 음반이다. 이 음반은 프로듀서 글린 존스와 함께 런던의 올림픽 스튜디오에서 녹음되어 1972년에 발매되었다. 이 음반은 이 젊은 밴드에게 즉각적인 성공을 거두어 차트에서 22위에 올랐고 플래티넘에 올랐다. 음반에서 3개의 싱글이 발매되었는데, 각각 〈Take It Easy〉 (12위), 〈Witchy Woman〉 (9위), 〈Peaceful Easy Feeling〉 (22위) 등 상위 40위에 올랐다. 이 음반을 시작으로 이 밴드는 컨트리 록 사운드를 대중화하는 데 큰 역할을 했다.
이 음반은 《롤링 스톤》이 2012년에 발표한 역사상 가장 위대한 음반 500장 순위에서 368위에 올랐다. 싱글 〈Take It Easy〉는 로큰롤 명예의 전당 "로큰롤의 모습을 한 500곡"의 일부분이다. 이 음반은 4부작 발매 예정이었고 4부작 카탈로그 번호까지 주어졌지만 결코 그런 형식으로 발매되지 않았다.

## 배경
1971년, 이 밴드는 막 결성되어 데이비드 게펀에 의해 서명되었고, 그는 밴드로 발전하기 위해 그들을 콜로라도주 아스펜으로 보냈다. 글렌 프라이는 첫 번째 음반으로 롤링 스톤스, 더 후, 레드 제플린의 음반을 포함하여 존스가 프로듀싱한 다수의 록 음반을 좋아했기 때문에 글린 존스가 프로듀서가 되기를 원했다. 존스는 1971년 12월 콜로라도주 볼더에 있는 툴라기라는 클럽에서 이 밴드의 공연을 보기 위해 게펀의 초대를 받았다. 그러나 존스는 밴드가 혼란스럽고 결속력이 부족하다고 생각하면서 밴드의 라이브 공연에 감명을 받지 않았으며, 버니 리던이 컨트리한 느낌을 원했기 때문에 존스는 음반 프로듀싱을 거부했다. 존스는 게펀의 설득을 받아 로스앤젤레스에서 열린 리허설에서 재청취를 하게 됐지만, 네 사람 모두 랜디 마이즈너가 쓴 발라드 〈Take the Devil〉에 어쿠스틱 기타로 하모니를 부르기 시작할 때까지 존스는 밴드에 대한 자신의 생각을 바꾸지 않았다. 존스는 그들의 하모니가 노래하는 것에 감명을 받았고, 나중에 이렇게 말했다. "있었어요, 소리였어요. 뛰어난 목소리 조합, 멋진 조화 소리, 그저 놀라울 따름입니다." 그가 이글스를 위해 프로듀싱한 음반에서 존스는 밴드의 보컬 믹스를 강조했고, 그는 밴드를 "크게 성공한 하모니가 있는 컨트리 록 밴드"로 만든 공로를 인정받았다.

## 커버 아트
커버 아트는 음반 커버 아티스트 게리 버든이 헨리 딜츠의 사진과 함께 만들었다. 이 음반은 처음에는 포스터로 더 크게 펼쳐질 수 있는 게이트폴드 음반으로 디자인되었지만 게펜은 이것이 혼란스러울 것이라고 생각했고 열리지 않도록 접착했고, 조슈아 트리의 밴드 멤버들의 게이트폴드 이미지는 잘못된 쪽으로 방향을 틀게 되었다. 글렌 프라이는 다큐멘터리 《히스토리 오브 이글스》에서 밴드 멤버들의 문폴드 사진이 조슈아 트리 국립공원에서 촬영되었을 때 밴드가 모두 페요테선인장에 있었다고 밝혔다.

## 상업적 성과
이 음반은 발매 첫 주에 미국 빌보드 200 차트에 102위로 데뷔했으며, 6주차에는 22위로 상승했다. 이 음반은 2001년 3월 20일 미국 음반 산업 협회에 의해 미국에서 100만장 선적에 대해 플래티넘 인증을 받았다.

## 곡 목록
| #  | 제목                   | 작사·작곡                | 리드 보컬     | 재생 시간 |
| -- | ---------------------- | ------------------------ | ------------- | --------- |
| 1. | 〈Take It Easy〉       | 글렌 프라이, 잭슨 브라운 | 프라이        | 3:34      |
| 2. | 〈Witchy Woman〉       | 돈 헨리, 버니 리던       | 헨리          | 4:10      |
| 3. | 〈Chug All Night〉     | 프라이                   | 프라이        | 3:18      |
| 4. | 〈Most of Us Are Sad〉 | 프라이                   | 랜디 마이즈너 | 3:38      |
| 5. | 〈Nightingale〉        | 브라운                   | 헨리          | 4:08      |

| #  | 제목                               | 작사·작곡       | 리드 보컬 | 재생 시간 |
| -- | ---------------------------------- | --------------- | --------- | --------- |
| 1. | 〈Train Leaves Here This Morning〉 | 리던, 진 클라크 | 리던      | 4:13      |
| 2. | 〈Take the Devil〉                 | 마이즈너        | 마이즈너  | 4:04      |
| 3. | 〈Earlybird〉                      | 리던, 마이즈너  | 리던      | 3:03      |
| 4. | 〈Peaceful Easy Feeling〉          | 잭 템프친       | 프라이    | 4:20      |
| 5. | 〈Tryin'〉                         | 마이즈너        | 마이즈너  | 2:54      |

## 인증
| 국가                       | 인증     | 판매량/출하량 |
| -------------------------- | -------- | ------------- |
| 캐나다 (뮤직 캐나다)       | 골드     | 50,000^       |
| 영국 (BPI)                 | 실버     | 60,000^       |
| 미국 (RIAA)                | 플래티넘 | 1,000,000^    |
| ^출하량을 기반으로 한 인증 |          |               |